# Kang Han-na
Kang Han-na (* 30. Januar 1989 in Seoul) ist eine südkoreanische Schauspielerin.

## Karriere
Kang Han-na studierte an der Chung-Ang University im Fach Theater.
Sie hatte ihren Durchbruch, als sie 2013 in den Filmen Fasten Your Seatbelt, Commitment und Friend: The Great Legacy sowie in der Dramaserie Miss Korea mitspielte. Ihre erste Hauptrolle hatte sie in Empire of Lust (2015). Danach spielte sie IUs Gegenspielerin in Moon Lovers – Scarlet Heart Goryeo. 2017 spielte sie eine kleine Rolle in einer chinesischen Serie, bevor sie weitere Hauptrollen in Familiar Wife (2018) sowie Designated Survivor: 60 Days (2019) spielte. Letztere Serie ist eine Adaption der amerikanischen Serie Designated Survivor.

## Filmografie

### Filme
- 2009: Majimak Gwigatgil (마지막 귀갓길, Kurzfilm)
- 2011: Susanghan Donggeo (수상한 동거, Kurzfilm)
- 2013: Fasten Your Seatbelt (롤러코스터 Rollercoaster)
- 2013: Commitment (동창생 Dongchangsaeng)
- 2013: Friend: The Great Legacy (친구 2)
- 2014: No Tears for the Dead (우는 남자)
- 2015: Empire of Lust (순수의 시대)
- 2015: Bigongsik Gaegangchonghoe (비공식 개강총회, Kurzfilm)
- 2015: Ireonagi (일어나기, Kurzfilm)

### Fernsehserien
- 2013–2014: Miss Korea (미스코리아)
- 2015: To Be Continued
- 2015–2016: My Mom
- 2016: Secret Healer (마녀보감 Manyeo Bogam)
- 2016: Moon Lovers – Scarlet Heart Goryeo (달의 연인 – 보보경심 려 Dal-ui Yeonin – Bobogyeongsim Ryeo)
- 2017: Rain or Shine (그냥 사랑하는 사이 Geunyang Saranghaneun Sai)
- 2017: Guǐ chuīdēng zhī mùyě guǐ shì (鬼吹灯之牧野诡事)
- 2018: Familiar Wife (아는 와이프)
- 2019: Designated Survivor: 60 Days (60일, 지정생존자 60-il, Jijeonsaengjonja)
- 2019: Drama Stage – Woman with a Bleeding Ear (드라마 스테이지 – 귀피를 흘리는 여자 Deurama Seuteiji – Gwipireul Heullineun Yeoja)
- 2020: Start-Up (스타트업 Seutateueop)
- 2022: Bloody Heart (붉은 단심 Bulgeun Dansim)
- 2024: Frankly Speaking (비밀은 없어 Bimir-eun eops-eo)